# Adama Niane
Adama Niane (Bamako, 16 de junio de 1993) es un futbolista maliense. Juega en la posición de delantero y desde 2023 milita en el Käpäz P. F. K. de la Liga Premier de Azerbaiyán. También ha jugado con la selección maliense.

## Trayectoria

### Clubes
Se unió al F. C. Nantes en 2011. Jugó con la reserva del equipo hasta 2012, cuando el entrenador Michel Der Zakarian lo ascendió a la plantilla profesional. En junio de 2013, cuando sumaba veintiún goles en veintidós partidos con la reserva, firmó por una temporada con el F. C. Nantes. En agosto de 2016, fichó por dos años con el Troyes A. C. En enero de 2017, extendió su contrato con el equipo hasta junio de 2019. Con veintitrés goles, se convirtió en el máximo goleador de la Ligue 2 en la temporada 2016-17. Su primer gol en la Ligue 1 se lo anotó al Olympique de Niza en una victoria por 2:1 donde, además, le brindó una asistencia a Saîf-Eddine Khaoui. A finales de agosto de 2018, el Charleroi Sporting hizo oficial su fichaje, que, tras año y medio en el club, en enero de 2020 lo cedió al K. V. Oostende. En septiembre regresó a Francia tras fichar por el F. C. Sochaux-Montbéliard. En este equipo estuvo hasta enero de 2022, momento en el que fue cedido al U. S. L. Dunkerque para lo que quedaba de temporada. Posteriormente jugó para el F. C. Nassaji Mazandaran y el Käpäz P. F. K.

### Selección nacional
Con la selección de Malí jugó en las divisiones sub-20 y sub-23. Disputó el Campeonato Juvenil Africano de 2013 (donde jugó cinco partidos y anotó dos goles), la Copa Mundial de Fútbol Sub-20 de 2013 (tres encuentros y un tanto), el Campeonato Africano Preolímpico de 2015 (tres partidos y un gol) y el Torneo Esperanzas de Toulon de 2016 (disputó siete encuentros y marcó tres goles). El 10 de junio de 2017, jugó un partido con la selección absoluta, una victoria por 2:1 frente a Gabón por la clasificación para la Copa Africana de Naciones de 2019.

#### Participaciones en Copas del Mundo
| Mundial                               | Sede    | Resultado      |
| ------------------------------------- | ------- | -------------- |
| Copa Mundial de Fútbol Sub-20 de 2013 | Turquía | Fase de grupos |

#### Participaciones en Copa Africana de Naciones
| Torneo                                  | Sede    | Resultado        |
| --------------------------------------- | ------- | ---------------- |
| Campeonato Juvenil Africano de 2013     | Argelia | Cuarto puesto    |
| Campeonato Africano Preolímpico de 2015 | Senegal | Fase de grupos   |
| Copa Africana de Naciones 2019          | Egipto  | Octavos de final |

## Estadísticas

### Clubes
La siguiente tabla detalla los encuentros disputados y los goles marcados por Niane en los clubes en los que ha militado.
| Club | Div.          | Temporada     | Liga  | Liga  | Liga   | Copas nacionales(1) | Copas nacionales(1) | Copas nacionales(1) | Torneos internacionales | Torneos internacionales | Torneos internacionales | Total(2) | Total(2) | Total(2) |
| Club | Div.          | Temporada     | Part. | Goles | Asist. | Part.               | Goles               | Asist.              | Part.                   | Goles                   | Asist.                  | Part.    | Goles    | Asist.   |
| --- | ------------- | ------------- | ----- | ----- | ------ | ------------------- | ------------------- | ------------------- | ----------------------- | ----------------------- | ----------------------- | -------- | -------- | -------- |
| F. C. Nantes Francia                                                                                             | 2.ª           | 2011-12       | 1     | 0     | 0      | 2                   | 0                   | 0                   | 0                       | 0                       | 0                       | 3        | 0        | 0        |
| F. C. Nantes Francia                                                                                             | 1.ª           | 2013-14       | 0     | 0     | 0      | 0                   | 0                   | 0                   | 0                       | 0                       | 0                       | 0        | 0        | 0        |
| F. C. Nantes Francia                                                                                             | 1.ª           | 2014-15       | 3     | 0     | 1      | 0                   | 0                   | 0                   | 0                       | 0                       | 0                       | 3        | 0        | 1        |
| F. C. Nantes Francia                                                                                             | 1.ª           | 2015-16       | 0     | 0     | 0      | 0                   | 0                   | 0                   | 0                       | 0                       | 0                       | 0        | 0        | 0        |
| F. C. Nantes Francia                                                                                             | Total club    | Total club    | 4     | 0     | 1      | 2                   | 0                   | 0                   | 0                       | 0                       | 0                       | 6        | 0        | 1        |
| Troyes A. C. Francia                                                                                             | 2.ª           | 2016-17       | 33    | 23    | 5      | 2                   | 1                   | 0                   | 0                       | 0                       | 0                       | 35       | 24       | 5        |
| Troyes A. C. Francia                                                                                             | 1.ª           | 2017-18       | 33    | 8     | 2      | 2                   | 0                   | 0                   | 0                       | 0                       | 0                       | 35       | 8        | 2        |
| Troyes A. C. Francia                                                                                             | 2.ª           | 2018-19       | 3     | 0     | 0      | 1                   | 0                   | 0                   | 0                       | 0                       | 0                       | 4        | 0        | 0        |
| Troyes A. C. Francia                                                                                             | Total club    | Total club    | 69    | 31    | 7      | 5                   | 1                   | 0                   | 0                       | 0                       | 0                       | 74       | 32       | 7        |
| Total carrera | Total carrera | Total carrera | 73    | 31    | 8      | 7                   | 1                   | 0                   | 0                       | 0                       | 0                       | 80       | 32       | 8        |
| (1) Incluye datos de la Copa de Francia y Copa de la Liga de Francia (2) No incluye goles en partidos amistosos. |               |               |       |       |        |                     |                     |                     |                         |                         |                         |          |          |          |

### Selección nacional
| \| Fecha \| Local \| Resultado \| Visitante \| Competencia \| Goles \| Ref. \| \| ---------- \| -------- \| --------- \| --------------- \| -------------------------------------------- \| ----- \| ---- \| \| 10-06-2017 \| Malí \| 2:1 \| Gabón \| Clasificación Copa Africana de Naciones 2019 \| 0 \| [13] \| \| 05-09-2017 \| Malí \| 0:0 \| Marruecos \| Clasificación Mundial 2018 \| 0 \| [15] \| \| 06-10-2017 \| Malí \| 0:0 \| Costa de Marfil \| Clasificación Mundial 2018 \| 0 \| [16] \| \| 11-11-2017 \| Gabón \| 0:0 \| Malí \| Clasificación Mundial 2018 \| 0 \| [17] \| \| Total \| Partidos \| 4 \| \| Goles \| 0 \| \| |          |           |                 |                                              |       |        |
| Fecha | Local    | Resultado | Visitante       | Competencia                                  | Goles | Ref.   |
| 10-06-2017 | Malí     | 2:1       | Gabón           | Clasificación Copa Africana de Naciones 2019 | 0     | [ 13 ] |
| 05-09-2017 | Malí     | 0:0       | Marruecos       | Clasificación Mundial 2018                   | 0     | [ 15 ] |
| 06-10-2017 | Malí     | 0:0       | Costa de Marfil | Clasificación Mundial 2018                   | 0     | [ 16 ] |
| 11-11-2017 | Gabón    | 0:0       | Malí            | Clasificación Mundial 2018                   | 0     | [ 17 ] |
| Total | Partidos | 4         |                 | Goles                                        | 0     |        |

### Resumen estadístico
| Competición           | Partidos | Goles | Promedio |
| --------------------- | -------- | ----- | -------- |
| Liga                  | 73       | 31    | 0,42     |
| Copas nacionales      | 7        | 1     | 0,14     |
| Copas internacionales | 0        | 0     | 0,00     |
| Selección de Malí     | 4        | 0     | 0,00     |
| Total                 | 84       | 32    | 0,38     |